# ولسوالی ارغنداب

ارغنداب یکی از ولسوالی‌های ولایت قندهار در جنوب خاوری افغانستان است. جمعیت آن در سال ۲۰۰۶ (میلادی) ۵۴٬۹۰۰ نفر اعلام شده‌است.